# Dalreoch Bridge
Die Dalreoch Bridge ist eine Straßenbrücke nahe der schottischen Ortschaft Dunning in der Council Area Perth and Kinross. 1971 wurde die Brücke in die schottischen Denkmallisten in der höchsten Denkmalkategorie A aufgenommen.

## Beschreibung
Der Mauerwerksviadukt wurde im Jahre 1776 fertiggestellt. Die nötigen finanziellen Mittel stammten aus Spenden der Bevölkerung. Einst verlief die A9 über die Dalreoch Bridge. Nach einem Brückenneubau rund 250 Meter flussabwärts führt sie heute nur noch eine Nebenstraße ohne infrastrukturelle Bedeutung.
Es handelt sich um eine Bogenbrücke mit vier ausgemauerten Segmentbögen, die den Earn rund 3,5 km nordwestlich von Dunning beziehungsweise nordöstlich von Aberuthven überspannt. Ihr Mauerwerk besteht aus Bruchstein. Die Pfeiler sind mit spitz zulaufenden Eisbrechern ausgeführt. Die Brüstung wurde später hinzugefügt.